# Bilqis Begum
Bilqis Begum, född 17 april 1932, är en afghansk prinsessa, dotter till kung Zahir Shah. 
Hon medverkade tillsammans med sin mor drottning Humaira Begum och sin faster prinsessan Zamina Begum vid den berömda militärparaden på självständighetsdagen 1959, där de medverkade utan slöjor och därmed gjorde det möjligt för kvinnor att delta i det offentliga livet.
Hon deltog därefter i många offentliga kungliga representationsuppdrag obeslöjad. 